# Bản thiết kế vĩ đại (sách)
Bản thiết kế vĩ đại (tựa gốc tiếng Anh: The Grand Design) là một cuốn sách phổ biến khoa học được viết bởi các nhà vật lý Stephen Hawking và Leonard Mlodinow và được Bantam Books xuất bản trong năm 2010. Họ lập luận rằng việc Thiên Chúa là không cần thiết để giải thích nguồn gốc của vũ trụ, và rằng Vụ nổ lớn là một hệ quả của định luật vật lý mà thôi. Đáp lại những lời chỉ trích, Hawking đã nói: "Người ta không thể chứng minh rằng Thiên Chúa không tồn tại, nhưng khoa học làm cho Thiên Chúa trở thành không cần thiết." Khi bị ép phải nêu quan điểm tôn giáo của mình trong bộ phim tài liệu của kênh Channel 4 Genius của Anh, ông đã khẳng định rằng ông không tin vào một cá nhân Thiên Chúa nào.
Các tác giả của cuốn sách chỉ ra rằng lý thuyết thống nhất trường (một học thuyết dựa trên một mô hình đầu tiên của vũ trụ, bởi Albert Einstein và các nhà vật lý khác đề xuất) có thể không tồn tại. Cuốn sách xem xét lịch sử của kiến thức khoa học về vũ trụ và giải thích M-lý thuyết 11 chiều, một lý thuyết được nhiều nhà vật lý hiện đại hỗ trợ.
Xuất bản tại Hoa Kỳ vào ngày 07 tháng 9 năm 2010, cuốn sách đã trở thành cuốn sách bán chạy số một trên Amazon.com chỉ một vài ngày sau khi công bố. Nó được xuất bản tại Anh Quốc vào ngày 09 tháng 9 năm 2010, và trở thành cuốn sách bán chạy số hai trên Amazon.co.uk vào cùng một ngày.

## Tóm tắt
Cuốn sách xem xét lịch sử của kiến thức khoa học về vũ trụ. Nó bắt đầu với triết gia Hy Lạp Ionian, người tuyên bố rằng tự nhiên hoạt động theo các định luật, chứ không phải do ý muốn của các vị thần. Sau đó cuốn sách trình bày các công việc của Nicolaus Copernicus, người ủng hộ quan niệm rằng Trái Đất không phải là trung tâm của vũ trụ.
Các tác giả sau đó mô tả các lý thuyết của cơ học lượng tử sử dụng, như là một ví dụ, các phong trào có thể xảy ra của một electron xung quanh phòng. Các bài thuyết trình đã được mô tả là dễ hiểu bởi một số người nhận xét, nhưng cũng như đôi khi "bất khả xâm phạm" của những người khác.
Các khẳng định trọng tâm của cuốn sách là các lý thuyết của cơ học lượng tử và thuyết tương đối với nhau giúp chúng ta hiểu vũ trụ có thể đã hình thành từ hư không.
Các tác giả viết:
| “ | Bởi vì có một luật như trọng lực, vũ trụ có thể và sẽ tạo ra chính nó từ không có gì. Sáng tạo tự phát là lý do có cái gì đó hơn là không có gì, tại sao vũ trụ tồn tại, tại sao chúng ta tồn tại. Nó không phải là cần thiết để gọi Thiên Chúa để thắp sáng các giấy liên lạc và thiết lập màu xanh của vũ trụ đi. | ” |
| — | |   |

Các tác giả giải thích, trong một cách thức phù hợp với M-lý thuyết, đó là Trái Đất chỉ là một trong số các hành tinh trong hệ Mặt Trời của chúng ta, và như thiên hà Milky Way của chúng ta chỉ có một thiên hà của nhiều thiên hà là, giống nhau có thể áp dụng đối với vũ trụ của chúng ta chính nó: đó là, vũ trụ của chúng ta có thể là một trong một số lượng lớn các vũ trụ.
Cuốn sách luận bằng tuyên bố rằng chỉ có một số vũ trụ của nhiều vũ trụ (hay đa vũ trụ) các hình thức hỗ trợ đời sống. Chúng tôi, tất nhiên, được đặt tại một trong những vũ trụ. Các quy luật tự nhiên được yêu cầu cho các dạng sống tồn tại xuất hiện trong một số vũ trụ của toàn cơ hội, Hawking và Mlodinow giải thích (xem Nguyên lý vị nhân).

## Bố Cục
- Chương 1: Bí ẩn của kiếp nhân sinh
- Chương 2: Quy tắc của định luật
- Chương 3: Thực tại là gì?
- Chương 4: Các lịch sử khả dĩ
- Chương 5: Lý thuyết của vạn vật
- Chương 6: Chọn lựa vũ trụ của chúng ta
- Chương 7: Điều kỳ diệu hiển nhiên
- Chương 8: Bản thiết kế vĩ đại
- Thuật ngữ
- Lời cảm ơn
- Lời bạt